# Mbuku-Bula
Pour les articles homonymes, voir Mbuku et Bula.
Mbuku-Bula est une localité de la République démocratique du Congo, située dans la province du Bas-Congo.